# نيك بييل
نيك بييل (بالإنجليزية: Nick Beal)‏ هو لاعب اتحاد الرغبي بريطاني، ولد في 2 ديسمبر 1970 في Howden ‏ في المملكة المتحدة.

## وصلات خارجية
- نيك بييل على موقع دوري الرغبي الممتاز (الإنجليزية)
- نيك بييل عل موقع إسبنسكروم (الإنجليزية)